# Merismomorpha minuta
Merismomorpha minuta är en stekelart som beskrevs av Sureshan 2000. Merismomorpha minuta ingår i släktet Merismomorpha och familjen puppglanssteklar. Inga underarter finns listade i Catalogue of Life.